# Willy Planckaert
Willy Planckaert, nacido el 5 de abril de 1944 en Nevele es un ciclista belga. Es el hermano de Walter y de Eddy. Su hijo Jo Planckaert también fue ciclista profesional.

## Palmarés
| 1964 - 1 etapa del Tour de Loir-et-Cher 1965 - 1 etapa de la París-Luxemburgo 1966 - 2 etapas del Tour de Francia y clasificación por puntos - 1 etapa del Tour de Luxemburgo 1967 - G. P. Pino Cerami - 3 etapas del Giro de Italia 1969 - 1 etapa del Tour de l'Oise 1970 - 1 etapa del Tour de Luxemburgo 1973 - 1 etapa del Tour de Luxemburgo - 1 etapa de los Cuatro Días de Dunkerque - 1 etapa del Tour del Norte - 3.º en el Campeonato de Bélgica en Ruta | 1974 - Circuit de l'Escaut - Circuito de Houtland - 1 etapa del Tour de Polonia 1976 - A través de Flandes - 1 etapa de la Dauphiné Libéré - 1 etapa de los Cuatro Días de Dunkerque 1977 - Estrella de Bessèges, más 3 etapas - 1 etapa de los Cuatro Días de Dunkerque |

## Resultados en grandes vueltas ciclistas y Campeonatos del Mundo de Ciclismo en Ruta
| Carrera         | 1965 | 1966 | 1967 | 1968 | 1969 | 1970 | 1971 | 1972 | 1973 | 1974 | 1975 | 1976 | 1977 | 1978 | 1979 | 1980 | 1981 | 1982 | 1983 | 1984 | 1985 | 1986 | 1987 | 1988 |
| --------------- | ---- | ---- | ---- | ---- | ---- | ---- | ---- | ---- | ---- | ---- | ---- | ---- | ---- | ---- | ---- | ---- | ---- | ---- | ---- | ---- | ---- | ---- | ---- | ---- |
| Giro de Italia  | -    | -    | 41.º | Ab.  | -    | -    | -    | -    | -    | -    | -    | -    | -    | -    | -    | -    | -    | -    | -    | -    | -    | -    | -    | -    |
| Tour de Francia | -    | 40.º | Ab.  | -    | Ab.  | -    | -    | -    | -    | -    | -    | -    | -    | -    | -    | -    | -    | -    | -    | -    | -    | -    | -    | -    |
| Vuelta a España | -    | -    | -    | -    | -    | -    | Ab.  | Ab.  | -    | -    | Ab.  | -    | -    | -    | -    | -    | -    | -    | -    | -    | -    | -    | -    | -    |
| Mundial en Ruta | -    | Ab.  | -    | -    | -    | -    | -    | -    | -    | -    | -    | -    | -    | -    | -    | -    | -    | -    | -    | -    | -    | -    | -    | -    |